# Espuri Nauci Rútil (militar)
Espuri Nauci Rútil (llatí: Spurius Nautius Rutilus) va ser un militar romà. Formava part de la gens Nàucia, una antiga gens romana d'origen patrici.
Era oficial a l'exèrcit del cònsol Luci Papiri Cursor l'any 293 aC i es va destacar notablement a la batalla d'Aquilònia contra els samnites el mateix any 293 aC. Per la seva actuació va rebre l'agraïment personal i una recompensa per part del cònsol.